# Lipază

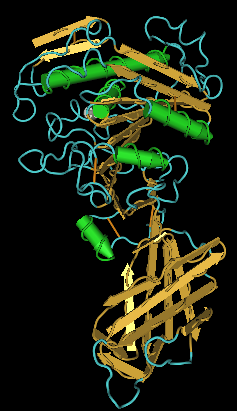
Structura lipazei pancreatice (PLRP2) de la cobai. ..

Lipazele sunt o subclasă de enzime din clasa hidrolazelor care catalizează reacția de hidroliză a lipidelor. Unele lipaze prezintă specificitate mai mică pentru substrat, hidrolizând esteri de colesterol, fosfolipide și vitamine liposolubile. Spre deosebire de esteraze, care pot funcționa în mediu apos, lipazele se activează doar în momentul absorbției la nivelul unei interfețe ulei-apă. Lipazele sunt enzime cu rol esențial în procesul de digestie, transport și metabolizare al lipidelor din dietă, la marea majoritate a organismelor vii.

## Procese metabolice
La modul general, lipazele catalizează reacția de hidroliză a trigliceridelor, ceea ce se poate reprezenta schematic astfel:
triacilglicerol +   H2O  →  acid gras liber  +  diacilglicerol
diacilglicerol  +  H2O  →  acid gras liber  +  monacilglicerol
monacilglicerol  +   H2O  →  acid gras liber  +  glicerol
Lipazele acționează ca serin hidrolaze, ceea ce înseamnă că funcționează prin transesterificare și generarea unui intermediar de tip acil-serină. Majoritatea lipazelor acționează la nivelul unei poziții specifice din catena de glicerol dintr-o lipidă. De exemplu, lipaza pancreatică umană convertește trigliceridele regăsite în uleiurile ingerate la monogliceride și acizi grași liberi.